# 寛延二年大洪水
寛延二年大洪水（かんえんにねんだいこうずい）は、1749年8月13日（寛延2年7月3日）に播磨国（現在の兵庫県姫路市）の船場川で起きた水害。「寛延2年の水害」「播磨大水」とも称される。
豪雨で増水した船場川の市川取水口が決壊、家屋流失161戸、被害田畑583町、溺死者402人を記録し、特に船場地区は302人の死者を出した。
後に建立された菩提碑・供養碑としては、四郷町の「溺死者菩提碑」（1755年（宝暦5年）建立）、法華寺（五軒邸1丁目）の供養塔、見星寺（材木町）の菩提碑（1773年（安永2年）建立）がある。

## 関連文献
- 橋本政次『姫路城史』中巻 姫路城史刊行委員会、1952年（1994年、臨川書店より復刻）
- 姫路市教育委員会（編）『姫路の文化財』第2巻 姫路市教育委員会、2002年
- 姫路市教育委員会（編）『石造遺品銘文集』姫路市教育委員会、1995年
- 『姫路城下浸水被害図』姫路市文化財保護協会、2003年（1749年作成の模造品）